# 李爾·麥古洛治
李爾·亨利·麥古洛治（Lee Henry McCulloch，1978年5月14日—）是一名蘇格蘭足球運動員，可擔任中場或前鋒，現時效力蘇超「老字號」球會格拉斯哥流浪。麥古洛治是蘇格蘭足球代表隊的成員，於2008年9月宣佈退出國際賽。

## 榮譽
韋根
 英格蘭乙組聯賽冠軍 : 1 

2003年
格拉斯哥流浪
 蘇格蘭足球超級聯賽冠軍 : 1 

2008/09年
 蘇格蘭盃 : 1 

2008年
 蘇格蘭聯賽盃: 1 

2008年

## 外部連結
- 足球数据库：麥古洛治的球员统计数据